# Liriodendron
Liriodendron is een geslacht van planten uit de Magnoliaceae-familie (tulpenboomfamilie). Het geslacht telt slechts twee soorten; beide soorten zijn bladverliezend. Liriodendron tulipifera (Amerikaanse tulpenboom) is de bekendste van de twee soorten en is afkomstig uit Oost-Noord-Amerika waar de soort ook een belangrijke houtleverancier is. De andere soort, Liriodendron chinense (Chinese tulpenboom), is afkomstig uit China en Vietnam.
De familie Magnoliaceae wordt meestal in twee onderfamilies onderverdeeld, waarbij het geslacht Liriodendron de ene onderfamilie vormt (Liriodendroideae) en Magnolia s.l. de andere onderfamilie (Magnolioideae).

## Soorten & Cultivars

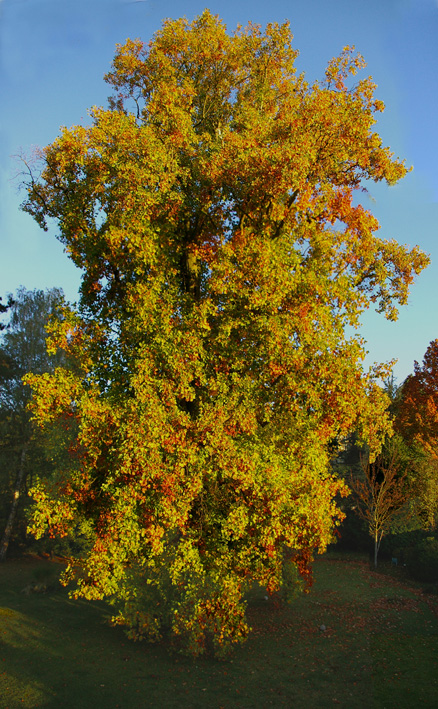
Herfstkleuren

- Liriodendron chinense
- Liriodendron tulipifera
- L. tulipifera  'Ardis' compacte cultivar met kleiner blad, zeldzaam
- L. tulipifera  'Aureomarginatum' variëteit met geelgerande bladeren
- L. tulipifera  'Fastigiatum' groeit zuilvormig (fastigiaat)
- L. tulipifera  'Glen Gold' draagt geel-gouden bladeren
- L. tulipifera  'Mediopictum' variëteit met goudgele kleur in het centrum van het blad